# NGC 1814
NGC 1814 (również ESO 85-SC36) – gromada otwarta powiązana z mgławicą emisyjną, znajdująca się w gwiazdozbiorze Złotej Ryby. Należy do Wielkiego Obłoku Magellana i stanowi część NGC 1820. Odkrył ją John Herschel 2 listopada 1834 roku.